# Megalithic Symphony
Megalithic Symphony è il primo album in studio del gruppo musicale statunitense Awolnation, pubblicato nel 2011.

## Tracce
Tutte le tracce sono scritte e composte da Aaron Bruno, eccetto dove indicato.

### Disco 1
1. Megalithic Symphony – 0:58
2. Some Sort of Creature – 0:27
3. Soul Wars (Bruno, Eric Stenman) – 3:37
4. People (Bruno, Stenman) – 3:58
5. Jump on My Shoulders – 4:08
6. Burn It Down (Bruno, Jimmy Messer) – 2:45
7. Guilty Filthy Soul (Bruno, Messer) – 3:34
8. Kill Your Heroes (Bruno, Brian West) – 2:59
9. My Nightmare's Dream – 0:27
10. Sail – 4:19
11. Wake Up – 3:03
12. Not Your Fault – 4:03
13. All I Need (Bruno, Messer) – 3:38
14. Knights of Shame (Bruno, Cameron Duddy) (dura 11:50. Dopo 2 minuti di silenzio, al minuto 13:50 inizia una traccia nascosta) – 15:01
15. Shoestrings (Amazon Bonus track) – 3:10
16. I've Been Dreaming (iTunes UK Bonus track) – 2:58
17. Swinging from the Castles (iTunes US Bonus track) – 3:04

### Disco 2 (Ed. Deluxe)
1. THISKIDSNOTALRIGHT – 2:41
2. Some Kind of Joke – 4:52
3. Everybody's Got a Secret – 3:42
4. Soul Wars (Live in Salzburg, Austria) – 4:23
5. MF – 3:17
6. Swinging from the Castles – 3:02
7. I've Been Dreaming – 2:58
8. Shoestrings – 3:11
9. Not Your Fault (Robert DeLong Remix) – 5:52
10. People (Thomas from Ghostland Observatory Remix) – 5:41
11. Burn It Down (Innerpartysystem Remix) – 4:56
12. Guilty Filthy Soul (Samantha Ronson Remix featuring Wale) – 4:18
13. Jump on My Shoulders (Thomas from Ghostland Observatory Remix) – 4:06
14. Sail (Borgore Pop the Sweating I'm Sailing Remix) – 4:38
15. Sail (Dan the Automator Remix) – 4:34
16. Sail (Feed Me Remix) – 3:29
17. Sail (TDE Remix featuring Kendrick Lamar and Ab-Soul) – 4:00
18. Sail (Unlimited Gravity Remix) – 5:49